# Giovanni I di Brandeburgo
Giovanni I di Hohenzollern detto il Cicerone, (Ansbach, 2 agosto 1455 – Arneburg, 9 gennaio 1499) fu principe elettore di Brandeburgo (1486-1499). Alla propria morte ricevette l'appellativo di Cicerone, derivante dall'oratore romano Cicerone, ma l'eloquenza dell'elettore e il suo interesse per le arti è stato oggi messo in discussione da recenti studi.

## Biografia
Giovanni era il figlio di Alberto III, e della sua prima moglie, Margherita di Baden. Nel 1466 succedette allo zio, il principe elettore Federico II.
Egli si unì a lui nella Guerra di successione di Stettino con i duchi di Pomerania, fino a quando Federico si è dimesso nel 1470 e gli succedette il padre di Giovanni, che nel 1473 lo nominò reggente delle terre nel Brandeburgo.

## Matrimonio
Sposò, il 25 agosto 1476 a Berlino, Margherita di Sassonia, figlia del duca Guglielmo III di Sassonia e di Anna d'Asburgo.
Ebbero sei figli:
1. Volfango (nato e morto nel 1482);
2. Gioacchino I di Brandeburgo (21 febbraio 1484–11 luglio 1535);
3. Elisabetta (nata e morta nel 1486);
4. Anna (27 agosto 1487–3 maggio 1514), sposò Federico I di Danimarca, ebbero due figli;
5. Ursula (17 ottobre 1488–18 settembre 1510), sposò Enrico V di Meclemburgo-Schwerin, ebbero tre figli;
6. Alberto (1490–24 settembre 1545), arcivescovo di Magdeburgo e arcivescovo di Magonza.

## Morte
Morì nel 1499 da un attacco pleurico al Castello di Arneburg e gli succedette il figlio maggiore. Giovanni è stato il primo degli elettori Hohenzollern ad essere sepolto nel Brandeburgo, poi fu trasferito alla Cattedrale di Berlino per ordine di suo nipote Gioacchino II.

## Ascendenza
|                                |                     |                              | Genitori                 |  |  | Nonni |  |  | Bisnonni                 |  |  | Trisnonni                 |  |
|                                |                     |                              |                          |  |  |       |  |  | Federico V di Norimberga |  |  | Giovanni II di Norimberga |  |
|                                |                     |                              |                          |  |  |       |  |  | Federico V di Norimberga |  |  | Giovanni II di Norimberga |  |
|                                |                     | Elisabetta di Henneberg      |                          |  |  |       |  |  | Federico V di Norimberga |  |  |                           |  |
| Federico I di Brandeburgo      |                     |                              |                          |  |  |       |  |  | Federico V di Norimberga |  |  |                           |  |
|                                |                     | Elisabetta di Meißen         | Federico II di Meißen    |  |  |       |  |  |                          |  |  |                           |  |
|                                |                     | Elisabetta di Meißen         | Federico II di Meißen    |  |  |       |  |  |                          |  |  |                           |  |
|                                |                     | Elisabetta di Meißen         | Matilde di Baviera       |  |  |       |  |  |                          |  |  |                           |  |
| Alberto III di Brandeburgo     |                     | Elisabetta di Meißen         |                          |  |  |       |  |  |                          |  |  |                           |  |
|                                |                     | Federico di Baviera-Landshut | Stefano II di Baviera    |  |  |       |  |  |                          |  |  |                           |  |
|                                |                     | Federico di Baviera-Landshut | Stefano II di Baviera    |  |  |       |  |  |                          |  |  |                           |  |
|                                |                     | Federico di Baviera-Landshut | Isabella d'Aragona       |  |  |       |  |  |                          |  |  |                           |  |
| Elisabetta di Baviera-Landshut |                     | Federico di Baviera-Landshut |                          |  |  |       |  |  |                          |  |  |                           |  |
|                                |                     | Maddalena Visconti           | Bernabò Visconti         |  |  |       |  |  |                          |  |  |                           |  |
|                                |                     | Maddalena Visconti           | Bernabò Visconti         |  |  |       |  |  |                          |  |  |                           |  |
|                                |                     | Maddalena Visconti           | Beatrice della Scala     |  |  |       |  |  |                          |  |  |                           |  |
| Giovanni I di Brandeburgo      |                     | Maddalena Visconti           |                          |  |  |       |  |  |                          |  |  |                           |  |
|                                | Bernardo I di Baden | Rodolfo VI di Baden          |                          |  |  |       |  |  |                          |  |  |                           |  |
|                                | Bernardo I di Baden | Rodolfo VI di Baden          |                          |  |  |       |  |  |                          |  |  |                           |  |
|                                | Bernardo I di Baden | Matilde von Sponheim         |                          |  |  |       |  |  |                          |  |  |                           |  |
| Giacomo I di Baden             | Bernardo I di Baden |                              |                          |  |  |       |  |  |                          |  |  |                           |  |
|                                |                     | Anna di Oettingen            | …                        |  |  |       |  |  |                          |  |  |                           |  |
|                                |                     | Anna di Oettingen            | …                        |  |  |       |  |  |                          |  |  |                           |  |
|                                |                     | Anna di Oettingen            | …                        |  |  |       |  |  |                          |  |  |                           |  |
| Margherita di Baden            |                     | Anna di Oettingen            |                          |  |  |       |  |  |                          |  |  |                           |  |
|                                |                     | Carlo II di Lorena           | Giovanni I di Lorena     |  |  |       |  |  |                          |  |  |                           |  |
|                                |                     | Carlo II di Lorena           | Giovanni I di Lorena     |  |  |       |  |  |                          |  |  |                           |  |
|                                |                     | Carlo II di Lorena           | Sofia di Württemberg     |  |  |       |  |  |                          |  |  |                           |  |
| Caterina di Lorena             |                     | Carlo II di Lorena           |                          |  |  |       |  |  |                          |  |  |                           |  |
|                                |                     | Margherita del Palatinato    | Roberto del Palatinato   |  |  |       |  |  |                          |  |  |                           |  |
|                                |                     | Margherita del Palatinato    | Roberto del Palatinato   |  |  |       |  |  |                          |  |  |                           |  |
|                                |                     | Margherita del Palatinato    | Elisabetta di Norimberga |  |  |       |  |  |                          |  |  |                           |  |
|                                |                     | Margherita del Palatinato    |                          |  |  |       |  |  |                          |  |  |                           |  |